# Martin Brennan (cầu thủ bóng đá)
Martin Ian Brennan (sinh ngày 14 tháng 9 năm 1982 ở Whipps Cross, Greater London) là một cựu cầu thủ bóng đá người Anh thi đấu ở Football League, ở vị trí thủ môn cho Charlton Athletic và Cambridge United.